# Aeropuerto de Mosjøen-Kjærstad

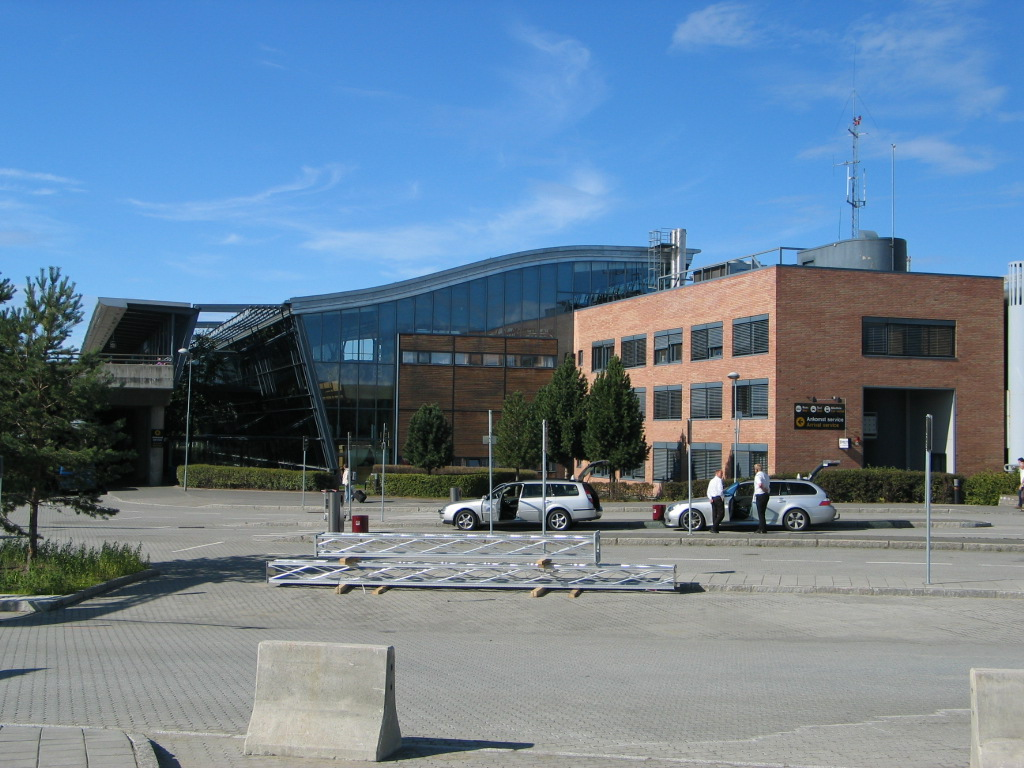
Terminal del aeropuerto.

El Aeropuerto de Mosjøen-Kjærstad (en noruego: Mosjøen lufthavn, Kjærstad) (IATA: MJF, OACI: ENMS) es un aeropuerto regional que presta servicio a la ciudad de Mosjøen, en la provincia de Nordland, Noruega. En 2014 recibió 61 480 pasajeros y está operado por la empresa estatal Avinor.

## Aerolíneas y destinos
| Aerolíneas | Destinos                                                          |
| ---------- | ----------------------------------------------------------------- |
| Widerøe    | Bodø, Oslo-Gardermoen, Mo i Rana, Namsos, Sandnessjøen, Trondheim |